# Luis Ignacio "Nacho" Prado
Luis Ignacio Prado, más conocido como Nacho Prado, (Cruz Alta, Córdoba, Argentina, 16 de agosto de 1978), es un cantante folclórico, autor, compositor y productor argentino.

## Carrera
En 1998 desembarca en Córdoba Capital para cumplir sus sueños como cantante, integrando la banda de música popular La Muchachada, formada por Víctor "El Pulpo" Miranda, creador de La Barra.
Graba 2 discos y en el año 2000 decide dar un paso al costado.
En julio de 2002, después de un largo tiempo sin pisar escenarios, es llamado para conformar el grupo folclórico Los Guaraníes, junto a su actual compañero Daniel Campos, hijo del recordado Tomás Tutú Campos de Los Cantores del Alba.
En enero de 2003 ganan la Consagración del Festival de Cosquín y el primer premio al Festival de la Canción, después de 22 años sin celebrarse, con su canción Agua de Mar. 
Graba 4 discos con la banda, recorriendo los principales escenarios del país y países limítrofes, hasta que en el año 2009 decide abrir camino en su carrera alejándose de Los Guaraníes junto a su compañero de canto y forman el dúo Nacho Prado y Daniel Campos.En ese mismo año el duo Nacho Prado y Daniel Campos formaron el trio Los Nombradores Del Alba Junto a Facundo Toro hijo del gran Daniel Toro. A fines del 2023 Nacho Prado lanza su carrera como solista, después de que Daniel se alejara de los escenarios, y además continúa junto a Facundo Toro recorriendo escenarios con Los Nombradores del Alba, con el ingreso a la formación de Lucas Ceraso y Diego Gatica.